# Коваленко, Григорий Алексеевич
Григорий Алексеевич Коваленко (укр. Григорій Олексійович Коваленко; 24 января 1868, с. Липняки Переяславского уезда Полтавской губернии (теперь пгт. Барышевка Барышевского района, Киевской области, Украины) — 28 октября 1937, Полтава) — украинский писатель, журналист, историк, этнограф, художник, театрал и издатель.

## Биография и творчество
Родился в семье зажиточного казака. Три года учился в народной школе, затем с 1880 — в Полтавской фельдшерский школе. В это время у него возник интерес к рисованию и сбору фольклора. С 1886 по 1890 работал земским фельдшером и учительствовал в селе Демьянец, собирал этнографические материалы.
В 1890 Г. Коваленко переехал в Москву, где для повышения квалификации на протяжении пяти лет служил в клинике Московского университета. В это время начал свою литературную деятельность. Для народных изданий написал книжечку «О лечении ран», которая несколько раз переиздавалась на русском, украинском и болгарском языках.
В 1891 поместил в «Этнографическом обозрении» (Москва), свой первый научный труд «О народной медицине в Переяславском уезде» за ней последовали научно-популярные брошюры «Хлопоты в селе Белашевцы», «Чума на людях», «От чего умерла Мелася». В том же году начал сотрудничать со львовским журналом «Зоря», «Дзвін» и др., где публиковал свои стихотворения, статьи, рисунки-иллюстрации к произведениям Т. Г. Шевченко. Лучшие из этих произведений — рассказ «Неожиданности», «Вишневское дело», «Народные песни», «Ворожея», статья «Чудодейные криницы» и др.
С 1896 Г. Коваленко жил в Чернигове, где работал секретарем в Черниговской земской управе. Близко сошелся с Б. Гринченко, М. Коцюбинским и другими деятелями культурно-просветительского движения, активно участвовал в общественной работе.
В Чернигове в народном сборнике, который издал Б. Гринченко, опубликовал ряд произведений, в частности, сборник рассказов и поэм «Правдивое слово», очерк «Иван Котляревский», серию литературных портретов украинских писателей. Выступал как критик, писал стихотворения, драматургическую поэму из жизни эллинов «Зоя».
В 1905 поселился в Полтаве. Работал в городской думе до 1917, не прекращая общественной и литературной работы. Вместе с Панасом Мирным издавал еженедельник «Родной край» (1905—1906), принимал участие в издании и редактировании медицинско-естественного журнала «Жизнь и знание» (1913—1914), сотрудничал в губернской ученой архивной комиссией.
Занимался этнографическими исследованиями. В «Этнографическом обозрении» вышли его труды «О народной медицине в Переяславском уезде Полтавской губернии» (1891), «О народной медицине малороссов» (1891), «Некоторые черты украинского стиля в связи с вопросом о происхождении украинского дома» (1906).
В 1906 опубликовал книгу «Украинская история. Рассказ из истории Украины»
За печатание запрещенных цензурой произведений Г. Коваленко, как редактора журнала «Родной край» судили в 1907.
В 1913 приступил к изданию журнала «Жизнь и знание» (с 1914 — «Вестник жизни и знания»). Это издание адресовалось всем, кто заботился «об образовании, здоровой жизни и лучшей судьбе народа». Однако осенью 1914 журнал был закрыт, а Коваленко попал в тюрьму. В журнале он печатал свои произведения под псевдонимом «К. Вольный».
Начиная с 1917 книжки Г. Коваленко выходили в Киеве, Полтаве, Черкассах. В частности:
- «Человек и общество»,
- «Шутки жизни»,
- «Украинская история»,
- «Григорий Сковорода» и др.

В 1917 Коваленко был избран на должность инспектора внешкольного образования Полтавской губернии. В 1919—1921 — работал инструктором народного образования Полтавского уезда. В это время писатель начал работу над своим наиболее важным произведением — романом «Мечта давних лет» и повестью из доисторического прошлого Украины «Дажбожьи дети». В последние годы жизни написал ещё и повесть «Над Десной», которая была опубликована лишь в 1993 году в журнале «Криница». Там же появилась и «повесть из доисторических времен» «Тур и Сокол» (1992).
20 августа 1937 писатель был арестован и обвинен в национализме. По постановлению «особой тройки» расстрелян в Полтавской городской тюрьме. Место захоронения неизвестно.
Посмертно реабилитирован в 1969 году.

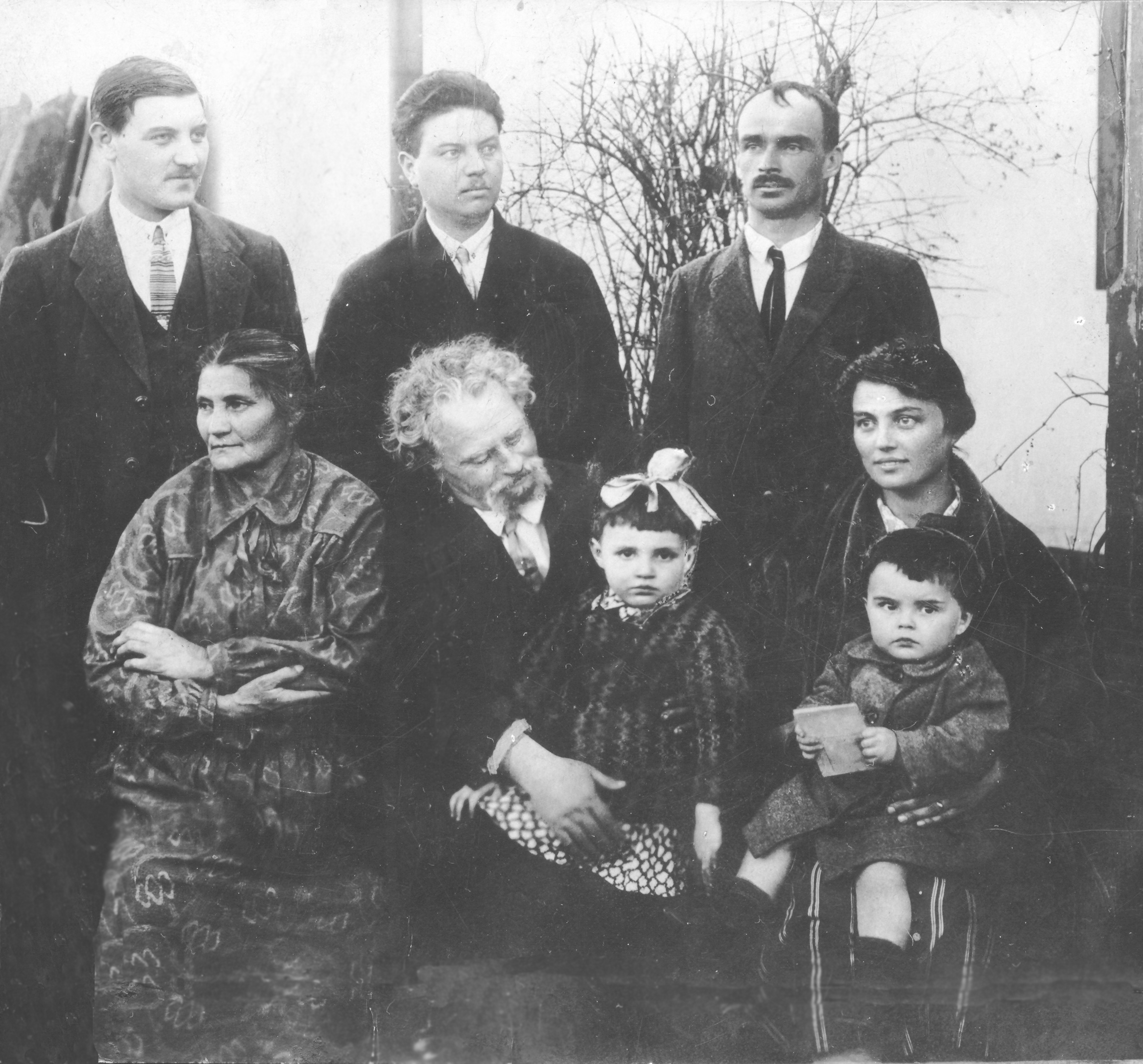

У Григория Алексеевича было трое детей — Пётр, Оксана, Павел.
Рисовал маслом пейзажи, портреты. Из под его кисти вышли десятки картин, некоторые находятся в полтавском художественном музее.